# Столбчатая отдельность
Сто́лбчатая отде́льность или призмати́ческая отде́льность — отдельность горных пород в виде колонн, особенно эффузивных основных пород (базальт и другие), в виде призматических столбов, чаще 5-6 гранных. В различных изверженных породах образуются плитчатые, прямоугольные, кубические и призматические отдельности. Указанное строение крупных застывших потоков лавы объясняется условиями охлаждения при потере тепла, происходящей неодинаково в разных направлениях.

## Описание

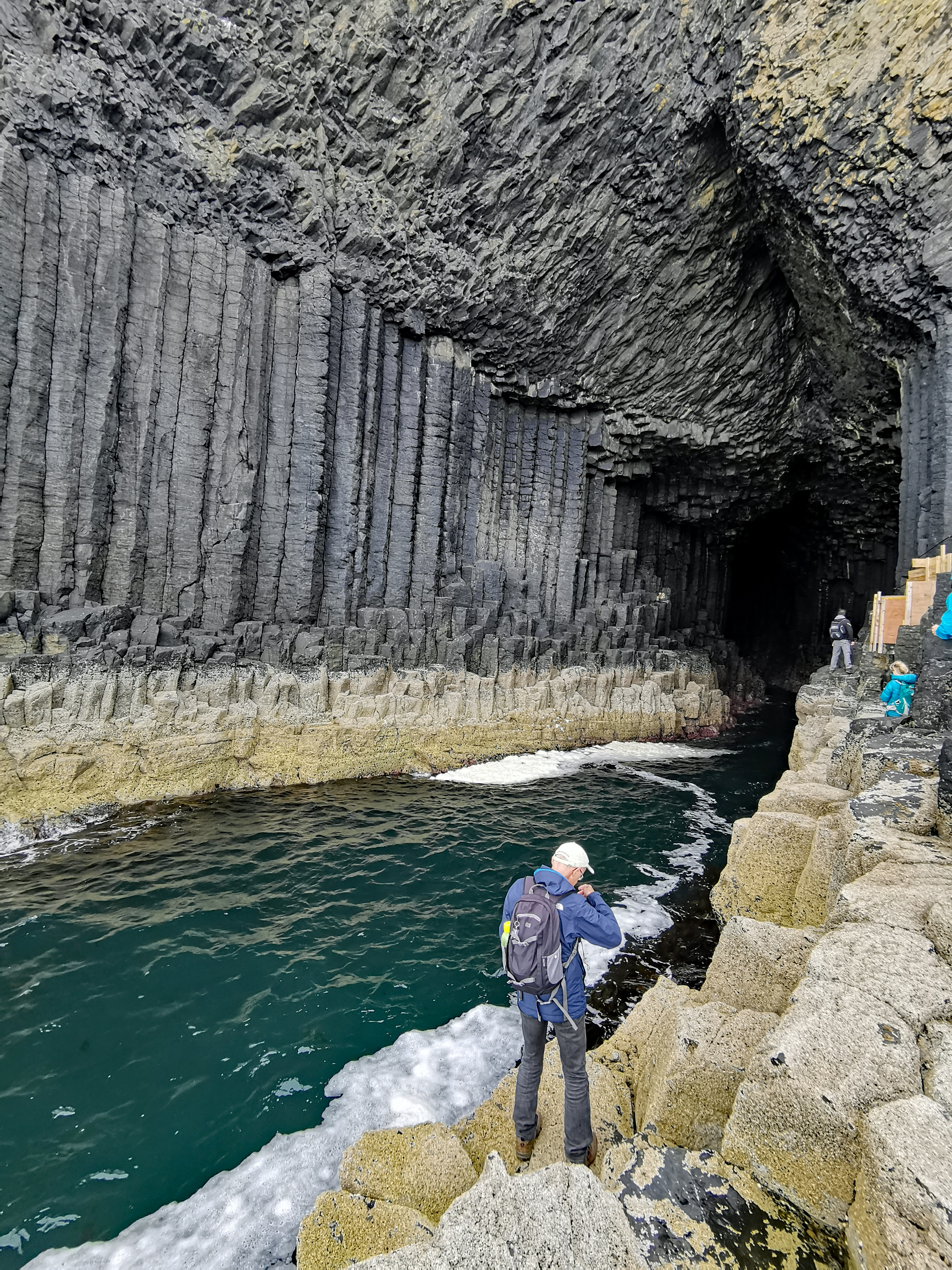
Столбчатый базальт в Фингаловой пещере

Проявление характерных трещин образуется при остывании крупных лавовых потоков, силлов, даек и других малоглубинных интрузий. Горные породы, по которым образуется столбчатая отдельность, могут быть произвольного состава, но чаще всего это базальты и долериты. Отдельные столбики могут иметь ширину от нескольких сантиметров до трех метров и высоту до 30 м. Чаще всего столбы имеют пять или шесть граней, но их количество колеблется от 3 до 7 граней.
В разрезе потока лавы столбчатая отдельность занимает все внутреннее пространство от верхней глыбовой корки до лавобрекчии в основании потока, располагаясь по отношению к ним, а, соответственно, и к субстрату — перпендикулярно. Всегда в столбчатой отдельности можно увидеть неровную линию, находящуюся примерно в 1/3 расстояния от кровли до подошвы, но ближе к последней. Вдоль этой линии (в разрезе) и поверхности (в плане) происходит как бы смыкание столбов, что обусловлено процессом их роста. На каждом столбе в той или иной степени различимы поперечные трещины, либо выступы, неровности и др.формы, разделяющие столб как бы на ряд шашек из которых он и сложен.

## Происхождение

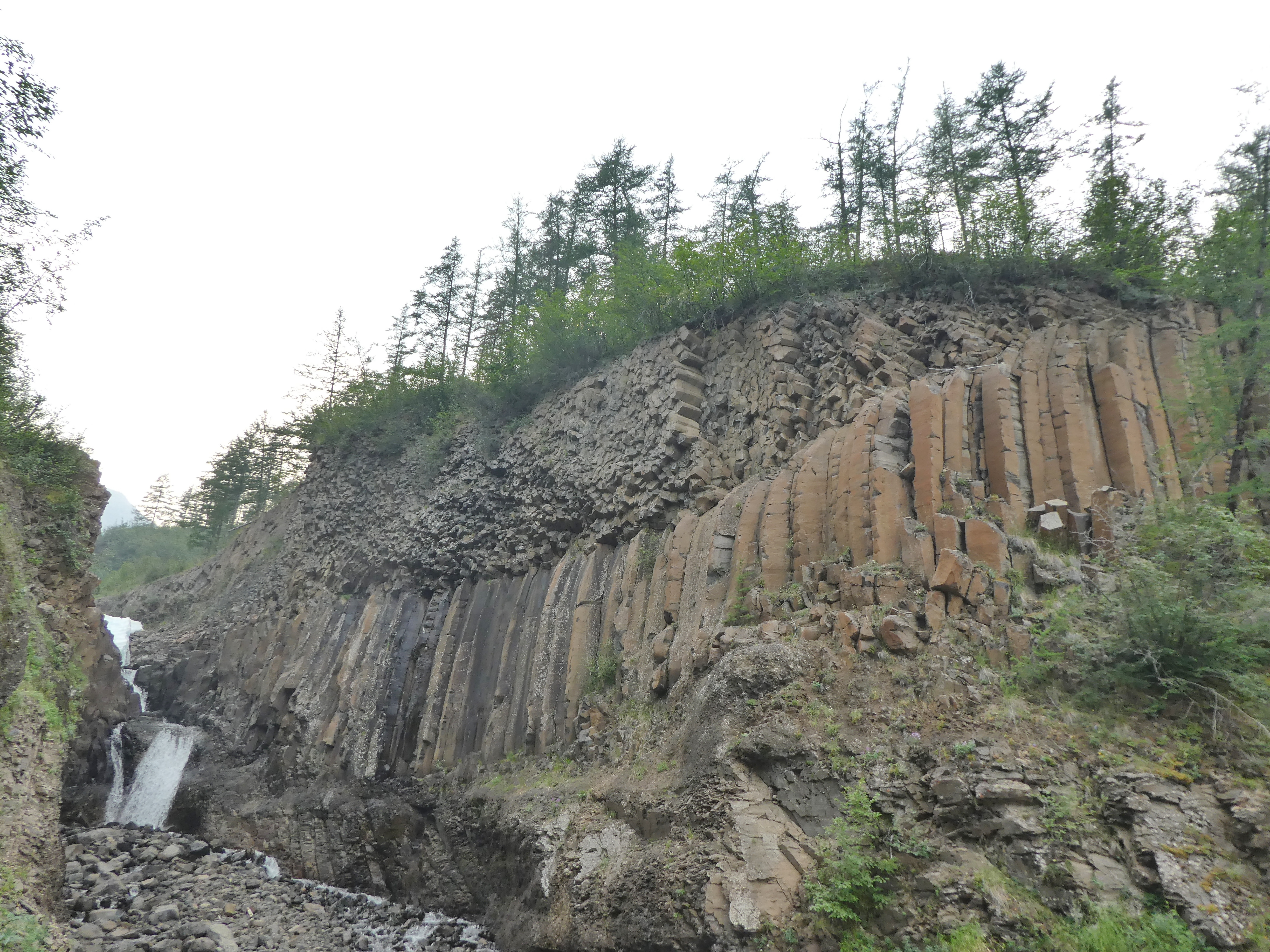
Столбчатые базальтовые структуры на плато Путорана

Когда лавовый поток останавливается и начинает остывать, то быстрее всего он охлаждается сверху и медленнее снизу. Охлаждение захватывает некоторую внешнюю зону и в ней возникают термонапряжения в силу уменьшения объёма пород, образовавшихся из лавы. Но, так как они связаны с неподвижным субстратом, то в породе возникают растягивающие напряжения, и если они превысят прочность породы, то она растрескается, но не беспорядочно, а по определённым направлениям. Они возникают вследствие «выживания» только определённых центров охлаждения из многих, возникших первоначально в одном слое охлаждения. К этому центру и происходит как бы стягивание материала, а перпендикулярно этим линиям образуются плоскости трещин отрыва. Однако, они проникают только на такую глубину, на которой термонапряжения превысили прочность остывшей породы. Этот интервал глубины и выражен на столбах поперечными структурами — «следами зубила» (chisel marks — англ.). Следовательно, отдельность формируется как прерывистый процесс, причем столбы «растут» как сверху вниз, так и снизу вверх, но так как охлаждение сверху сильнее, то и столбы растут быстрее. Где-то столбы, растущие снизу и сверху встретятся и тогда возникнет неровная поверхность их встречи. Плоскость трещины всегда перпендикулярна поверхности охлаждения, то есть субстрату, что позволяет реконструировать древний рельеф, на который изливались лавы. Точно также возникает и столбчатая отдельность в интрузивных субвулканических телах.
В отличие от контракционной гипотезы конвективно-контракционная модель подчеркивает главенствующую роль конвективных течений при формировании столбчатой отдельности.
Эксперименты по изучению механизмов образования столбчатой отдельности проводились в Исландии, они определили температуру 890—840° C, при которой она формируется.

## Примеры

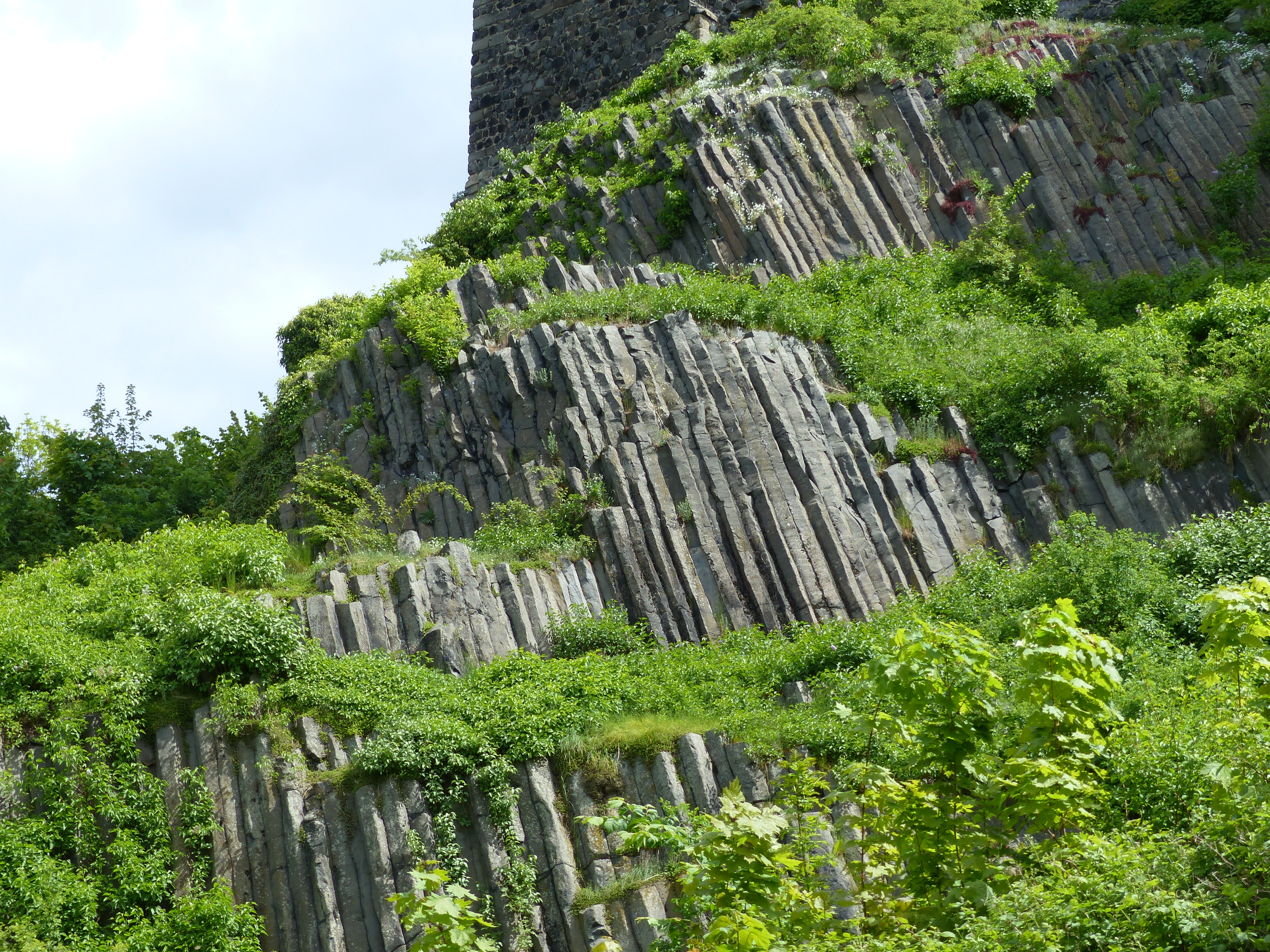
Столбчатая отдельность базальта у подножия Крепости Штольпен, Германия

В России столбчатую отдельность можно наблюдать, например:
- в экструзивных дацитах верхней толщи карамалыташской свиты эйфельского яруса у села Сафарово Челябинской области[7][8]
- в сибирских базальтовых траппах на плато Путорана
- наглядная столбчатая отдельность находится на острове Кунашир.

Многие проявления столбчатой отдельности всемирно известны и являются памятниками природы, среди них:
- Мостовая гигантов
- Фингалова пещера
- Девилс-Тауэр
- Симфония камней
- Млетский спуск, Военно-Грузинская дорога
- Базальтовые столбы
- Брехат-ха-Мешушим

Более обширный список можно найти здесь.